# Enchtaiwany Ariunbold
Enchtaiwany Ariunbold (mongolisch Энхтайваны Ариунболд; englisch Enkhtaivany Ariunbold; geboren am 8. Oktober 1995) ist ein mongolischer Judoka, der 2022 Weltmeisterschaftszweiter war.

## Sportliche Karriere
Enchtaiwany Ariunbold kämpft im Superleichtgewicht, der Gewichtsklasse bis 60 Kilogramm. 2019 gewann er den mongolischen Meistertitel. Bei den Asien-Pazifik-Meisterschaften erkämpfte er eine Bronzemedaille, nachdem er im Viertelfinale gegen den Usbeken Sharofiddin Lutfullayev verloren hatte.
Im August 2022 belegte Ariunbold den fünften Platz bei den Asienmeisterschaften. Zwei Monate später bei den Weltmeisterschaften in Taschkent erreichte der Mongole das Finale und unterlag dann dem Japaner Naohisa Takato. Bei den erst 2023 ausgetragenen Asienspielen in Hangzhou belegte Ariunbold den fünften Platz. 2024 schied er sowohl bei den Asienmeisterschaften als auch bei den Weltmeisterschaften in Abu Dhabi in seinem ersten Kampf aus. Bei den Olympischen Spielen in Paris gewann er seinen ersten Kampf und schied im Achtelfinale gegen den Franzosen Luka Mkheidze aus.